# Clitoria dendrina
Clitoria dendrina är en ärtväxtart som beskrevs av Henri François Pittier. Clitoria dendrina ingår i släktet Clitoria, och familjen ärtväxter. Inga underarter finns listade i Catalogue of Life.